# Parque Nacional Deosai

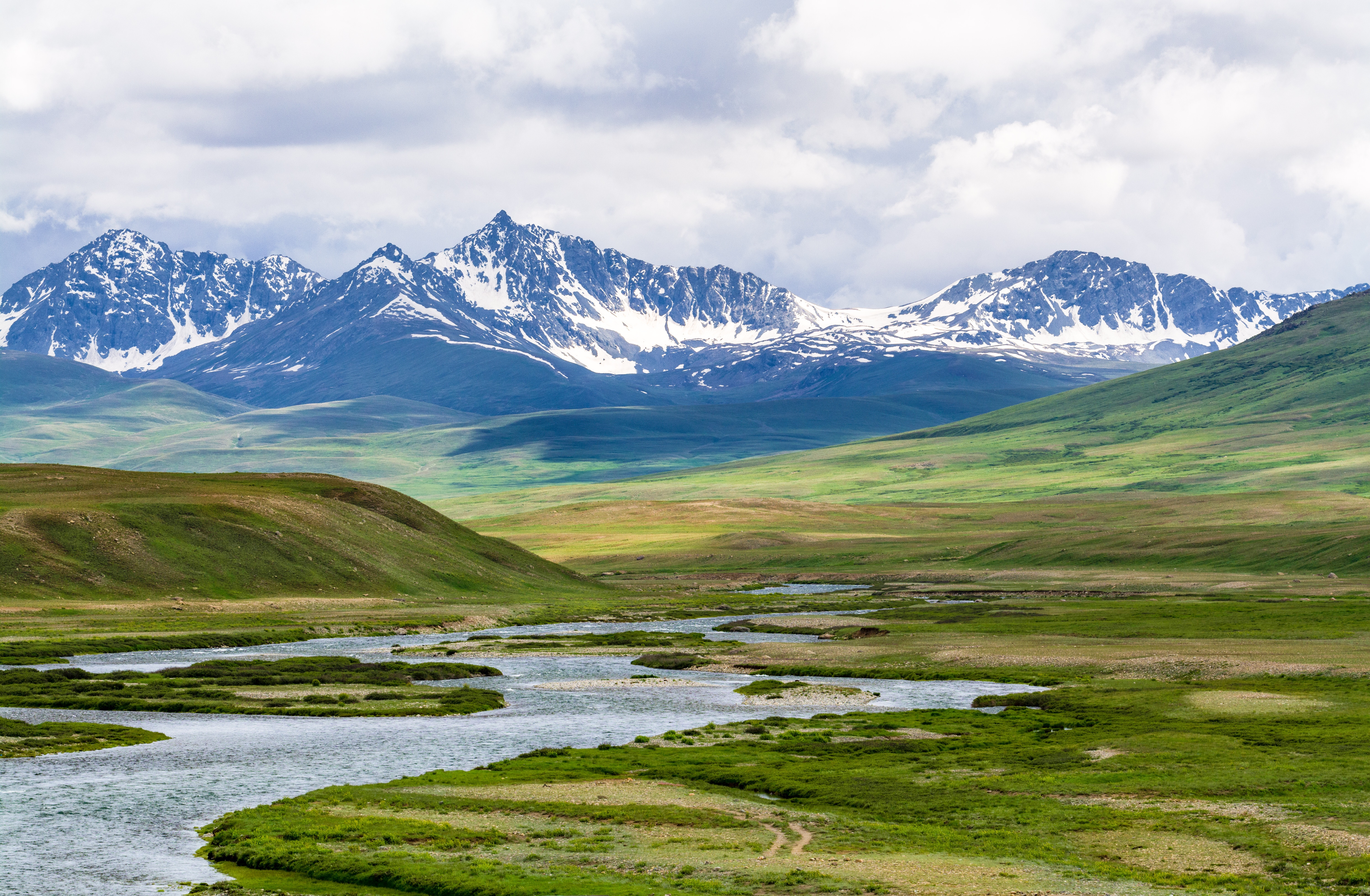
A terra dos gigantes, Deosai

O Parque Nacional Deosai (Urdu: دیوسائی نیشنل پارک) é uma planície alpina de alta altitude e um parque nacional no norte do Paquistão. Está localizado em grande parte no distrito de Skardu, em Gilgit Baltistan. As planícies de Deosai estão situadas a uma altitude média de 4.114 metros (13.497 pés) acima do nível do mar.

## Rotas de viagem para a região
Deosai é acessível do distrito de Skardu no norte, do distrito de Galtari Kharmang no sudeste, e do distrito de Astore no oeste. Deosai está localizado a aproximadamente 30 km da cidade de Skardu e é o caminho mais curto para visitar Deosai. A maioria dos estrangeiros visita Deosai via Skardu. Leva 1 hora para chegar ao topo de Deosai via Sadpara Skardu. Outra rota é do vale de Astore via Chilim. Também é acessível a partir do vale de Shila. As pessoas de Galtari viajam via Deosai. Há outra rota chamada Burgi através do vale de Tsoq Kachura Skardu.